# Copa de Oro de Occidente 1958
La Copa de Oro de Occidente 1958 fue la quinta edición del torneo. El campeón fue el Oro, tras quedar en primer puesto de la tabla.

## Resultados

### Clasificación
| Equipo      | Pts. | PJ | PG | PE | PP | GF | GC | Dif |
| ----------- | ---- | -- | -- | -- | -- | -- | -- | --- |
| Oro         | 20   | 13 | 8  | 4  | 1  | 34 | 20 | 14  |
| Atlas       | 17   | 14 | 7  | 3  | 4  | 28 | 20 | 8   |
| Irapuato    | 17   | 14 | 8  | 1  | 5  | 19 | 7  | 7   |
| Zamora      | 14   | 14 | 5  | 4  | 5  | 23 | 23 | 0   |
| León        | 13   | 14 | 5  | 3  | 6  | 31 | 33 | -2  |
| Guadalajara | 12   | 14 | 3  | 6  | 5  | 22 | 25 | -3  |
| Morelia     | 9    | 14 | 3  | 3  | 8  | 19 | 30 | -11 |
| Celaya      | 8    | 13 | 1  | 6  | 6  | 14 | 27 | -13 |

|                 |
| Oro 1.er título |